# Brachineura apicata
Brachineura apicata är en tvåvingeart som beskrevs av Boris Mamaev 1967. Brachineura apicata ingår i släktet Brachineura och familjen gallmyggor. Inga underarter finns listade i Catalogue of Life.